# Hoằng Tông
Hoằng Tông (弘宗) là miếu hiệu của một số vua chúa Việt Nam.

## Danh sách
- Nguyễn Hoằng Tông